# Bisaltes monticola
Bisaltes monticola är en skalbaggsart som beskrevs av Friedrich F. Tippmann 1960. Bisaltes monticola ingår i släktet Bisaltes och familjen långhorningar. Inga underarter finns listade.